# 飯村恵一
飯村 恵一（いいむら けいいち、1929年〈昭和4年〉12月1日 - 2002年〈平成14年〉12月21日）は、昭和から平成時代の政治家。東京都台東区長。

## 経歴
現在の東京都台東区出身。中央大学法学部を卒業する。台東区議会議員を3期務めたのち、1975年（昭和50年）から東京都議会議員に5選する。1991年（平成3年）台東区長に就任した。3期目限りで退任を表明していたがその任期途中の2002年（平成14年）12月21日午後、体調不良を訴えて搬送された文京区内の病院で虚血性心不全のため死去、73歳。死没日をもって勲三等瑞宝章追贈、従四位に叙される。

## 栄典
勲章等
- 1989年（平成元年） - 藍綬褒章[1]
- 2002年（平成14年） - 勲三等瑞宝章
- 2002年（平成14年） - 従四位